# Juan Bautista Massa
Juan Bautista Massa (* 29. Oktober 1885 in Buenos Aires; † 7. März 1938 in Rosario) war ein argentinischer Komponist, Dirigent und Musiker.
Massa studierte in Buenos Aires und in Italien und gründete ein privates Konservatorium in Rosario. Die städtische Musikschule wurde ehrenhalber nach Massa benannt. Er unterrichtete außerdem an verschiedenen Institutionen und war Mitglied verschiedener Einrichtungen, u. a. war er Direktor der Asociación Coral Argentina. 
Massa komponierte diverse Werke, darunter Ballette, musikalische Komödien, Opern, Operetten, Zarzuelas, Orchester- und Kammermusikstücke. In den 20er Jahren schrieb er außerdem mehrere Tangos. Zu seinen bekanntesten Werken gehören:
- L’evaso (Oper), 1922
- Tucumán (Oper), 1922
- El ruiseñor y la rosa (Oper), 1926; Basiert auf einem Stück von Oscar Wilde, Uraufführung 1926 im Teatro Colón (Buenos Aires)
- Zoraida (Oper), 1929
- La Magdalena (Biblische Oper in vier Akten); Libretto von Ernesto Trucchi; Uraufführung im Teatro Colón 9. November 1929[1]
- El cometa (Ballett); Uraufführung im Teatro Colón am 8. November 1932; Massa dirigierte die Aufführung selber
- La muerte del inca (Sinfonisches Gedicht)
- Tres canciones indígenas[2]